# Medalla a la Distinción en la Protección del Orden Público
La Medalla a la Distinción en la Protección del Orden Público (en ruso: Медаль "За отличие в охране общественного порядка"), es una condecoración estatal de la Federación de Rusia retenida del sistema de premios de la Unión Soviética establecida para reconocer el servicio destacado de los miembros de los cuerpos policiales o de los civiles por su valentía para ayudar al personal policial en sus funciones. Es similar a la medalla soviética Medalla al Servicio Distinguido en la Protección del Orden Público.

## Historia
La Medalla fue establecida por decreto del Presídium del Sóviet Supremo de la URSS del 1 de noviembre de 1950. El Reglamento de la medalla fue modificado por los Decretos del Presídium del Sóviet Supremo de 12 de octubre de 1963 y 18 de julio de 1980, y la descripción de la medalla fue modificada por Decreto del Presídium del Sóviet Supremo de 5 de septiembre de 1960.
La medalla se mantuvo en el sistema de premios ruso tras la disolución de la URSS por decreto del Presidente de la Federación de Rusia N.º 442 del 2 de marzo de 1994 y luego confirmado por decreto presidencial N.º 19 del 6 de enero de 1999. El Decreto presidencial N.º 1099 del 7 de enero de 2010 modificó todo el sistema de premios ruso, esto incluyó cambios en el estatuto de la medalla.

## Estatuto de la medalla
La Medalla a la Distinción en la Protección del Orden Público se otorga a los empleados del Ministerio del Interior de la Federación de Rusia, a los soldados de las Tropas del Ministerio del Interior y a otras tropas, por hazañas y logros destacados en la protección del orden público y en la lucha contra el crimen, por su alto desempeño en el servicio, así como a otros ciudadanos por su asistencia al Ministerio del Interior en sus esfuerzos para proteger el orden público.
La Medalla se otorga por:
- La valentía y dedicación mostradas durante el desmantelamiento de grupos criminales y la detención de delincuentes;
- Realizar operaciones encubiertas audaces, expertamente preparadas y realizadas con el fin de prevenir delitos penales;
- Trabajo activo e investigación sobre las causas y condiciones propicias para la comisión de delitos;
- Hábil organización de unidades internas para la protección del orden público y para la lucha contra el crimen;
- Excelente desempeño de funciones en los órganos de asuntos internos o en las unidades de las fuerzas internas;
- Participación activa en la protección del orden público y por mostrar coraje y desinterés, en el cumplimiento de dichas tareas.
- Participación activa en la lucha contra la violencia en los estadios, la embriaguez, el hurto de bienes muebles, la violación de las normas de comercio, la especulación, la destilación de alcohol y otros delitos.

La Medalla se llevaba en el lado izquierdo del pecho y, en presencia de otras órdenes y medallas de Rusia, se colocaba después de la Medalla de Defensor de la Rusia Libre.
Cada medalla se entrega con un pequeño certificado de premio, este certificado se presentaba en forma de un pequeño folleto de cartón de 8 cm por 11 cm con el nombre del premio, los datos del destinatario y un sello oficial y una firma en el interior.

## Descripción de la medalla
Es una medalla circular de plata de 32 mm de diámetro con un borde elevado por ambos lados.
El anverso de la medalla es muy simple y muestra la inscripción en relieve en cinco líneas «POR LA DISTINCIÓN EN LA PROTECCIÓN DEL ORDEN PÚBLICO» (en ruso: "ЗА ОТЛИЧИЕ В ОХРАНЕ ОБЩЕСТВЕННОГО ПОРЯДКА"), la inscripción está rodeada por una corona de roble y laurel). con una cinta, en la parte inferior sobre la cinta, un escudo. El reverso es sencillo excepto por el relieve "№" con una línea horizontal para el número de serie del premio.
La medalla está conectada con un ojal y un anillo a un bloque pentagonal cubierto con una cinta muaré de seda azul superpuesta de 24 mm de ancho con franjas rojas en los bordes de 5 mm y dos franjas rojas en el centro de 1 mm.